# Fredericia (stad)

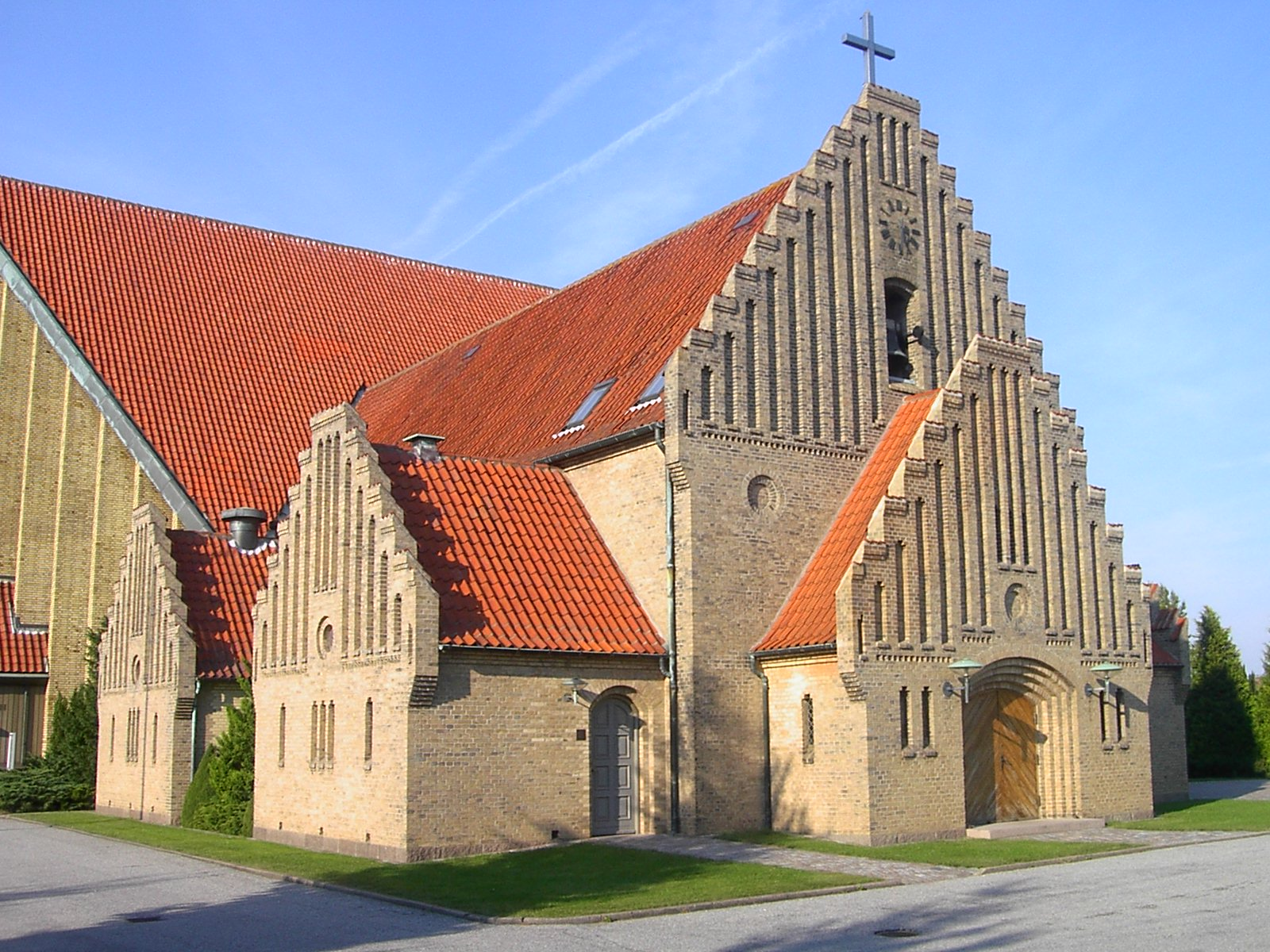
Christiaans kerk

Fredericia is een stad in de Deense regio Zuid-Denemarken, gemeente Fredericia, en telt 39.356 inwoners (2007).

## Geschiedenis
De stad is vernoemd naar Frederik III van Denemarken die haar in 1650 stichtte, in eerste instantie onder de naam Frederiksodde, maar in 1664 werd de stad hernoemd naar de huidige Latijnse versie. 
De stad ligt op een militair strategische locatie ter verdediging van Noord-Jutland. Het rechthoekige stratenpatroon duidt op een planmatige aanleg en de jonge stad werd omgeven met verdedigingswallen om de vijand de toegang tot de stad te ontzeggen. Om bewoners aan te trekken werd gratis grond ter beschikking gesteld en belastingvoordelen verleend.
Tijdens de Deens-Zweedse Oorlog (1657-1658) was de verdediging nog niet op orde. In augustus 1657 vielen de Zweden aan en veroverden de stad. Na het tekenen van de vrede verlieten de Zweden de stad, maar eerst hadden ze alles met de grond gelijk gemaakt. De stad moest nagenoeg volledig herbouwd worden.
De herbouw wilde niet vlotten en in 1672 telde het 1591 inwoners. Buitengewone maatregelen werden genomen om mensen naar de stad toe te trekken. Op 11 maart 1682 kreeg de stad de vrije uitoefening van religie wat onvoldoende resultaat opleverde. Zelfs criminelen en buitenlandse moordenaars konden hier gedurende 10 jaar hun toevlucht zoeken als zij jaarlijks een vast bedrag aan de magistraat betaalden. Deze laatste bepaling werd pas in 1821 opgeheven en was een reden waarom de stad geen goede reputatie had. De vrijheid van godsdienst trokken joden en later Franse hugenoten aan. De Hugenoten waren specialisten in het verbouwen van tabak, en in het algemeen was landbouw tot ver in de 19e eeuw de belangrijkste bezigheid in Fredericia. In 1769 telde de stad 2528 inwoners, inclusief de soldaten van het garnizoen.
In de Eerste Duits-Deense Oorlog (1848-1851) speelde de stad en garnizoen een grote rol. De verdedigingswerken waren verwaarloosd en viel snel in vijandelijke handen. Dit was van korte duur en de stad viel weer in Deense handen die direct de werken versterkten. In het voorjaar van 1849 werd Fredericia opnieuw aangevallen, aan de landkant werd de stad afgesloten, maar over zee bleef contact met Funen mogelijk. Begin juli werden Deense soldaten van Funen overgebracht naar Fredericia, in totaal 19.000 man en 48 kanonnen bovenop de 4000 soldaten die al in de stad aanwezig waren. Op 6 juli begon de strijd, de Denen deden een uitval en wisten de omsingeling te doorbreken en de vijand sloeg op de vlucht.
Na de oorlog kreeg het herstel van de verdedigingswerken weinig prioriteit. In aanloop naar de Tweede Duits-Deense Oorlog (1864) werd Fredericia op 23 december 1863 in staat van verdediging gebracht, maar de toestand was zeer slecht. Op 8 maart 1864 werd de stad omsingeld door de Pruisen en Oostenrijkers, ze bombardeerden de stad en op 25 april werd de stad geëvacueerd, waarna de Oostenrijkers een tijd in de stad verbleven. Na hun vertrek speelde Fredericia geen rol meer in de defensieplannen van het land. In 1866 kreeg de stad de eerste verbinding via het spoor.
In 1909 werd dit officieel vastgelegd in de nieuwe defensiewet. De ruimte voor de wallen kwam vrij voor bouw van huizen en fabrieken en de haven werd uitgebreid. Er kwamen grote bedrijven, waaronder een zwavelzuur- en superfosfaatfabriek en terminals voor oliemaatschappijen in de haven. De komst van zoveel industrie maakte het de meest vervuilde stad van Denemarken.
Fredericia werd op 9 april 1940 bezet door het Duitse leger. Er vonden weinig vuurgevechten plaats voordat de regering de overgave van het land aankondigde. Tot november 1942 waren er nog enkele Deense soldaten in de stad. In 1945 telde de stad 22.963 inwoners.
Medio jaren 60 opende Shell een raffinaderij ten noorden van de stad, en in 1984 werd de nieuwe pijpleiding voor olie van de velden in de Noordzee naar de raffinaderij in gebruik genomen. In de jaren 80 nam de aandacht voor het milieu toe en werden er veel nieuwe initiatieven gelanceerd ter verbetering. In de stad staat ook een grote bierbrouwerij van Carlsberg. Shell verkocht de raffinaderij, met een capaciteit van 68.000 vaten per dag, in 2021.

## Transportknooppunt
Het is een van de belangrijkste verkeersknooppunten van Denemarken. Hier komen de snelwegen E45, op de noord-zuid as, en E20 (oost-west) samen. De haven van de stad behoort tot de grootste van het land en hetzelfde geldt voor het Danske Statsbaner (DSB) treinstation. De haven is ijsvrij gedurende het grootste deel van het jaar. Er zijn gespecialiseerde bedrijven voor de overslag van granen, melkproducten, olie, gas en brandstoffen, kunstmest en stukgoed als staal en hout. Per jaar komen er zo'n 2500 zeeschepen, niet alleen vracht maar ook cruiseschepen.

## Geboren
- Henrik Pontoppidan (1857-1943), schrijver en Nobelprijswinnaar (1917)
- Peter Kjær (1965), voetballer
- Thomas Sørensen (1976), voetballer
- Kim Christensen (1979), voetballer
- Johnny Thomsen (1982), voetballer
- Katrine Veje (1991), voetbalster
- Asbjørn Kragh Andersen (1992), wielrenner
- Mikkel Frølich Honoré (1997), wielrenner
- Cecilie Fløe (2001), voetbalster

- Bibliothèque nationale de France: cb119680319 (data)
- Gemeinsame Normdatei: 4398380-7
- Library of Congress Control Number: n83145888
- MusicBrainz: a18a47a2-7df1-46f0-9614-f36b276713b4
- National Archives and Records Administration: 10037968
- Nationale Bibliotheek van Tsjechië: ge731545
- Nationale Bibliotheek van Israël: 987007557400505171
- Virtual International Authority File: 158314556
- WorldCat: E39PBJdrDhhgdfX8hYXBFMTCQq